# Горличка аргентинська
Горличка аргентинська (Metriopelia morenoi) — вид голубоподібних птахів родини голубових (Columbidae). Ендемік Аргентини.

## Опис
Довжина птаха становить 17-20 см. Верхня частина тіла тьмяно-коричнева, голова і плечі сіруваті. Горло світло-сіре, груди і боки коричнювато-сірі, гузка охриста, нижні покривні пера хвоста рудувато-коричневі. Крайні стернові пера чорні з білими кінчиками. Очі блакитні, навколо очей плями яскраво-оранжевої голої шкіри, окаймлені вузькими чорними кільцями. Самиці є блідішими за самців. У молодих птахів пера мають рудуваті краї.

## Поширення і екологія
Аргентинські горлички мешкають в Андах на північному заході Аргентини, від Жужуя до Ла-Ріохи. Вони живуть в посушливій гірській місцевості, зокрема на високогірних луках Пуна. Зустрічаються в сухих, скелястих місцевостях та в чагарникових і кактусових заростях на висоті від 1800 до 3200 м над рівнем моря. Живляться насінням, яке шукають на землі. Гніздяться на землі, в кладці 2 яйця.